# صموئيل شو
صموئيل شو (بالإنجليزية: Samuel Shaw)‏ هو سياسي أمريكي، ولد في 1 ديسمبر 1768 في الولايات المتحدة، وتوفي في 23 أكتوبر 1827. حزبياً، نشط في الحزب الجمهوري الديمقراطي. وقد انتخب عضو مجلس النواب الأمريكي.